# Thora Pedersen
 Marie Thora Frederikke Pedersen  (* 21. Oktober 1875 in Øster Hurup; † 29. Oktober 1954 in Aarhus) war eine dänische Lehrerin, Schulinspektorin und Frauenrechtlerin. Sie wurde 1917 als einzige Frau Mitglied der Lohnkommission und sorgte 1919 für gleiche Entlohnung der Frauen auf dem öffentlichen Arbeitsmarkt.

## Leben und Werk
Thora Pedersen war die Tochter des Lehrers Niels Christian Pedersen (1843–1941) und Karen Marie Andersen (1847–1924). Gegen den Willen ihres Vaters besuchte sie die N. Zahles Skole in Kopenhagen, um eine Ausbildung zur Lehrerin zu machen. Nach ihrem Abschluss 1900 kehrte sie nach Jütland zurück, wo sie von 1901 bis 1945 bei der Schulbehörde von Aalborg angestellt war, unterbrochen von Urlaubszeiten im Zusammenhang mit ihrer Haupttätigkeit im dänischen Lehrerverband. Sie war von 1916 bis 1929 Mitglied des Hauptvorstandes des dänischen Lehrerverbandes und von 1929 bis 1945 Schuldirektorin in Aalborg.
Pedersen ist vor allem für ihre Arbeit zwischen 1915 und 1919 für gleiches Entgelt in Erinnerung geblieben. Nachdem die Löhne der Beamten während des Ersten Weltkriegs um mehr als 10 % gesunken waren, leitete der Dänische Lehrerverband einen Reformprozess ein. Gemeinsam mit Marie Mortensen, Johanne M. Sørensen und Lucie Jensen wurde Pedersen 1916 in den DLF-Vorstand gewählt, wo sie gleiches Entgelt für gleiche Arbeit forderte, jedoch auf Widerstand der Gewerkschaftsvertreter stieß. 1917 richtete das dänische Parlament Rigsdagen einen Besoldungsausschuss für Beamte ein. Mit Unterstützung des Dänischen Frauenverbandes (Dansk Kvindesamfund) und des Kopenhagener Lehrerverbandes wurde Pedersen in das Komitee berufen. Ihre Bemühungen führten zum Lohngesetz (Lønningsloven) von 1919, das gleiches Entgelt für Männer und Frauen einführte. 
Wie viele der zeitgenössischen Lehrer beschäftigte Pedersen sich mit den reformpädagogischen Ideen, die Mitte der 1920er Jahre den Ausgangspunkt für einen Großteil der pädagogischen Entwicklungsarbeit an der dänischen Grund- und Sekundarstufe I bildeten. Sie legte einen Schulgarten an, arbeitete an der Stärkung der praktischen Fächer und versuchte die Schule zum Kinderhaus zu machen, inspiriert von den Gedanken der italienischen Pädagogin Maria Montessori. Bereits 1914 besuchte Pedersen die Montessori-Schule in Rom und studierte 1916 in Schweden Frühpädagogik. 1925 war sie in Kanada und in den USA, wo sie unter anderem an einem Kurs an der Columbia University teilnahm, der Besuche von Seminaren, Mittelschulen und Grundschulen beinhaltete. An ihrer eigenen Schule reformierte sie den Unterricht für die jüngeren Kinder und führte für die älteren Schüler freiere Arbeitsformen ein. Ab 1919 führte Pedersen mehrere Verbesserungen des Lehrplans an dänischen Schulen ein, die 1937 im Schulgesetz (Skoleloven) gipfelten.
Sie war Mitglied der politischen Partei Radikale Venstre und hatte hier eine Reihe von Vertrauenspositionen inne. Von 1919 bis 1926 war sie Mitglied des Parteivorstandes und von 1939 bis 1943 war sie Mitglied des Stadtrats von Aalborg. Von 1908 bis 1915 leitete sie Aalborgs Frauen-Wahlverein. 
Thora Pedersen starb 1954 in Aalborg, wo sie auch begraben wurde.